# Stockholms golfdistriktsförbund
Stockholms golfdistriktsförbund omfattar golfklubbarna i Stockholms län utom Södertälje, Norrtälje och Sigtuna kommuner.

## Golfklubbarna (föreningarna) i Stockholms golfdistriktsförbund

### Arninge golfklubb
Huvudartikel: Arninge GK

### Björkhagens golfklubb
Huvudartikel: Björkhagens GK

### Botkyrka golfklubb
Botkyrka golfklubb i Grödinge bildades 1980.
| Malmbro Gårds golfbana | 18 hål | Par 73 | 6235 5510 4570 4950 | Öppen skogsbana | Spelklar 1988 | Arkitekt: Sune Linde |

| Malmbro Gårds golfbana | 9 hål | Par 30 | 1410 | Öppen skogsbana | Spelklar | Arkitekt: |

### Bro-Bålsta golfklubb
Bro-Bålsta golfklubb utanför Bro i Upplands-Bro kommun bildades 1978. Klubben har bland annat arrangerat golftävlingen Scandinavian TPC 2006 och utsågs 1986 till Årets golfklubb. Den är Annika Sörenstams hemmabana.
| Stora banan | 18 hål | Par 73 | 6510 5905 5555 5155 | Hedbana | Spelklar 1985 | Arkitekt: Peter Nordwall |

| Lilla banan | 9 hål | Par 31 | 1715 1475 | Hedbana | Spelklar 1989 | Arkitekt: Peter Nordwall |

### Brollsta golfklubb
Brollsta golfklubb ligger i Brottby, Vallentuna.
| Brollsta golfbana | 18 hål | Par 72 | 6301 5706 5418 4835 | Park- och ängsbana | Spelklar 2001 | Arkitekt: Tommy Nordström |

### Danderyds golfklubb
Danderyds golfklubb bildades 1979.
| Danderyds golfbana | 9 hål | Par 33 | 2005 1739 | Park- och skogsbana | Spelklar 1993 | Arkitekt: Bo H Engström |

### Djurgårdens golfklubb
Djurgårdens golfklubb ligger i Stockholm.. Klubben har ingen egen golfbana utan har ett samarbete med Huvudstadens GK.  

### Djursholms golfklubb
Huvudartikel: Djursholms GK

### Fors golf
Huvudartikel: Fors Golf

### Fågelbro golf & country club
Huvudartikel: Fågelbro G&CC

### Grindslantens golfklubb
Grindslantens golfklubb i Bisslinge bildades 2005.  Klubben har ingen egen golfbana, men ett samarbete med Rotebro Golf och Svartinge Golf i Sollentuna.
| Rotebro Golf | 9 hål | Par 36 | 2970 2560 |  | Spelklar 2006 | Arkitekt: Peter Nordwall |

### Haninge golfklubb
Haninge golfklubb i Årsta, Haninge kommun bildades 1983. 1996 utsågs klubben till Årets golfklubb.
| Blå bana | 9 hål | Par 37 | 3358 3098 2851 2547 | Park- och skogsbana | Spelklar 1986 | Arkitekt: Carl-Edvard Montgomery |

| Röd bana | 9 hål | Par 36 | 3066 2827 2573 2540 | Park- och skogsbana | Spelklar 1986 | Arkitekt: Jan Sederholm |

| Gul bana | 9 hål | Par 37 | 3229 3047 2808 2640 | Park- och skogsbana | Spelklar 1986 | Arkitekt: Jan Sederholm |

### Haningestrands golfklubb
Haningestrands golfklubb i Årsta, Haninge kommun bildades 1992.
| Haningestrands golfbana | 18 hål | Par 72 | 5960 5615 4655 | Park- och skogsbana | Spelklar 1995 | Arkitekt: Bengt Lorichs |

### Huddinge golfklubb
Huddinge golfklubb bildades 1999.  Klubben har ingen egen golfbana.

### Huvudstadens golfklubb
Huvudartikel: Huvudstadens GK Huvudstadens GK är en förening som är aktiv på anläggningarna GolfStar Lindö, GolfStar Lövsättra och GolfStar Riksten.

### Hässelby golfklubb
Hässelby golfklubb bildades 2000.
| Hässelby golfbana | 9 hål | Par 30 | 1632 1550 | Parkbana | Spelklar 2001 | Arkitekt: |

### Högantorps golfklubb
Högantorps golfklubb utanför Södertälje bildades 1999.
| Högantorps golfbana | 9 hål | Par 35 | 2818 2666 2626 2314 | Park- och skogsbana | Spelklar 2003 | Arkitekt: Egen regi |

### Idrottshögskolans golfklubb
Idrottshögskolans golfklubb ligger i Stockholm. Klubben har ingen egen golfbana.  

### Ingarö golfklubb
Ingarö golfklubb bildades 1962.
| Ängsbanan | 18 hål | Par 71 | 5269 4914 4481 | Parkbana | Spelklar 1964 | Arkitekt: Nils Sköld |

| Skogsbanan | 18 hål | Par 70 | 5361 5127 4790 4350 | Skogsbana | Spelklar 1992 | Arkitekt: Björn Eriksson |

### Jarlabanke golfklubb
Jarlabanke golfklubb i Täby kommun bildades 1990. Det är en par 60-bana med 6 par 3-hål och 3 par 4-hål.
| Jarlabanke golfbana | 9 hål | Par 30 | 1465 1399 | Parkbana | Spelklar 1991 | Arkitekt: Thor Johansson |

### Kungliga Drottningholms golfklubb
Kungl. Drottningholms golfklubb i Stockholm bildades 1958.
| Drottningholms golfbana | 18 hål | Par 71 |  | Park- och skogsbana | Spelklar 1959 | Arkitekt: Rafael Sundblom, Nils Sköld |

### Kungsängen golf & country club
Kungsängen golf club bildades 1988.
| Kings Course | 18 hål | Par 71 | 6218 5787 5509 4845 | Park- och skogsbana | Spelklar 1993 | Arkitekt: European Golf Design |

| Queens Course | 18 hål | Par 70 | 5072 4208 | Skogsbana | Spelklar 1991 | Arkitekt: European Golf Design |

### Kyssinge golfklubb
Kyssinge golfklubb ligger i Uppland (Sigtuna kommun).
| Kyssinge golfbana | 27 hål | Par |  |  | Spelklar 2005 | Arkitekt: Tommie Tumba, Clas Lind |

### Ljusterö golfklubb
Ljusterö golfklubb bildades 1991. Banan ligger på norra Ljusterö i Stockholms skärgård.
| Ljusterö golfbana | 18 hål | Par 71 | 5219 4200 | Park- och skogsbana | Spelklar 9 hål 1993, 18 hål 2004 | Arkitekt: Rolf Löwgren, Björn Eriksson |

### Mälarö GK Skytteholm
Mälarö GK Skytteholm i Ekerö kommun bildades 1988. Telia Tour spelas på klubben.
| 18-hålsbanan | 18 hål | Par 72 |  | Links | Spelklar 1994 | Arkitekt: Tommy Nordström |

| 9-hålsbanan | 9 hål | Par 36 |  | Links | Spelklar 2003 | Arkitekt: Tommy Nordström |

### Nacka golfklubb
Nacka golfklubb bildades 1989.
| Nacka golfbana | 18 hål | Par 72 | 5416 4646 | Skogsbana | Spelklar 9 hål 1995, 18 hål 1997 | Arkitekt: Sune Linde |

### Norråva golfklubb
Norråva golfklubb ligger strax norr om Sunds gård på Värmdö.
| Norråva golfgård | 18 hål | Par 66 | 4150 3873 | Parkbana | Spelklar 1993 | Arkitekt: Egen regi |

### Nynäshamns golfklubb
Nynäshamns golfklubb i Ösmo bildades 1977. 2007 utsågs klubben till Årets golfklubb.
| Dalslingan | 9 hål | Par 36 | 2836 2605 2516 |  | Spelklar | Arkitekt: |

| Sjöslingan | 9 hål | Par 36 | 2769 2543 2388 |  | Spelklar | Arkitekt: |

| Bergslingan | 9 hål | Par 36 | 2851 2523 2400 |  | Spelklar | Arkitekt: |

### Rosenkälla golfklubb
Rosenkälla golfklubb i Österåkers kommun bildades 1991.
| Rosenkälla golfbana | 18 hål | Par 60 | 3141 2761 | Park- och skogsbana | Spelklar 1990 | Arkitekt: Ivan Lundström, Olle Wänlund |

### Salems golfklubb
Salems golfklubb i Salems kommun bildades 1988. Klubben som har sin anläggning vid Högantorps gård, utsågs till Årets golfklubb 2001 i Stockholms golfdistrikt och har stått som arrangör för Telia Tour 2006 och 2007, samt SAS Masters Tour 2009. Salems golfklubb är en av få klubbar i Stockholm som erbjuder golf 365 dagar om året.
| Salemsbanan | 18 hål | Par 71 | 6058 5764 5351 4993 | Park- och skogsbana | Spelklar 9 hål 1995, 18 hål 1996 | Arkitekt: Bengt Johansson, Ove Sellberg |

| Högantorpsbanan | 9 hål | Par 35 | 2818 2666 2626 2314 | Park- och skogsbana | Spelklar 2005 | Arkitekt: Bengt Johansson |

### Saltsjöbadens golfklubb
i Saltsjöbaden bildades 1929.
| 18-hålsbanan | 18 hål | Par 71 | 5809 5430 4903 4527 | Skogsbana | Spelklar 1929, 1976 | Arkitekt: Douglas Brasier, Arne Björklund, Edvin Roberts |

| 9-hålsbanan | 9 hål | Par 32 |  | Skogsbana | Spelklar 1929, 1976 | Arkitekt: Douglas Brasier, Arne Björklund, Edvin Roberts |

### Sköndal golfklubb
Sköndal golfklubb i Stockholm bildades utan egen bana och blev medlem i Svenska Golfförbundet 2001.

### Sofielunds golfklubb
Sofielunds golfklubb i Upplands-Bro kommun bildades 2000.
| Sofielunds golfbana | 18 hål | Par 67 | 4300 3714 | Parkbana | Spelklar 2000 | Arkitekt: Petter Sjö |

### Sollentuna golfklubb
Sollentuna golfklubb bildades 1967. 1979 utnämndes klubben till årets golfklubb.
| Sollentuna golfbana | 18 hål | Par 72 |  | Parkbana | Spelklar 1969 | Arkitekt: Nils Sköld |

### Stockholms golfklubb
Huvudartikel: Stockholms GK

### Södertörns golfklubb
Södertörns golfklubb i Handen bildades 1996.
| Södertörns golfbana | 9 hål | Par 27 |  | Ängsbana | Spelklar 1990 | Arkitekt: Reine Milger |

### Tjusta golfklubb
Tjusta golfklubb i Rosersberg bildades 2002. Klubben anslöts våren 2003 till Svenska Golfförbundet.
| Tjusta golfbana | 18 hål | Par 71 | 5833m 4931m | Park- och skogsbana | Spelklar 2003 | Arkitekt: Bill Söderberg |

### Troxhammar golfklubb
Huvudartikel: Troxhammar GK

### Tyresö golfklubb
Tyresö golfklubb bildades 1995.
| Tyresö golfbana | 18 hål | Par 65 | 4139 3629 | Parkbana | Spelklar 1997 | Arkitekt: H Eliasson, M Eriksson, J Barber |

### Täby golfklubb
Täby golfklubb bildades 1968 i dåvarande Täby köping.
| Täby golfbana | 18 hål | Par 72 | 6117 5822 5429 5042 | Park-, sjö- och skogsbana | Spelklar 1968 | Arkitekt: Nils Sköld |

### Ullna golfklubb
Ullna golfklubb i Österåkers kommun bildades 1980.
| Ullna golfbana | 18 hål | Par 72 | 6236 5748 5348 4470 | Parkbana | Spelklar 1981 | Arkitekt: Sven Tumba |

### Ulriksdals golfklubb
Huvudartikel: Ulriksdals GK

### Vallentuna golfklubb
Vallentuna golfklubb bildades 1989.
| Vallentuna golfbana | 18 hål | Par 72 | 6060 5649 | Park- och skogsbana | Spelklar 1991 | Arkitekt: Sune Linde |

### Waxholms golfklubb
Waxholms golfklubb i Vaxholms kommun bildades 1987.
| Vaxholms golfbana | 18 hål | Par 73 | 6691 6037 5681 5197 | Parkbana | Spelklar 1994 | Arkitekt: Tommy Nordström |

### Wermdö Golf & Country Club
Wermdö Golf & Country Club på Värmdö i Stockholms skärgård bildades 1966. Per-Ulrik Johansson, vd och klubbdirektör, Bengt Möller, ordförande
| Värmdö golfbana | 18 hål | Par 72 | 5740 5555 5170 4780 | Park- och skogsbana | Spelklar 1966 | Arkitekt: Nils Sköld |

### Viksjö golfklubb
Viksjö golfklubb i Järfälla kommun bildades 1969.
| 18-hålsbanan | 18 hål | Par 72 | 6200 5780 5340 4975 | Parkbana | Spelklar 1970 | Arkitekt: Nils Sköld |

| 9-hålsbanan | 9 hål | Par 30 | 1575 1380 | Park- och skogsbana | Spelklar 1997 | Arkitekt: Sune Linde |

### Wäsby golfklubb
Wäsby golfklubb i Upplands Väsby kommun bildades 1987.
| Hål 1-9 | 9 hål | Par 36 | 3011 2776 2654 2358 | Park- och skogsbana | Spelklar 1992 | Arkitekt: Björn Eriksson |

| Hål 10-18 | 9 hål | Par 36 | 3182 2978 2816 2550 | Park- och skogsbana | Spelklar 1993 | Arkitekt: Björn Eriksson |

| Hål 19-27 | 9 hål | Par 36 | 3139 2851 2693 2503 | Park- och skogsbana | Spelklar 1993 | Arkitekt: Björn Eriksson |

### Ågesta golfklubb
Ågesta golfklubb i Huddinge kommun bildades 1958. 1985 valdes klubben till Årets golfklubb.
| 18-hålsbanan | 18 hål | Par 72 | 5958 5643 5135 4829 | Park- och skogsbana | Spelklar 1969 | Arkitekt: Nils Sköld/ Jan Sederholm |

| 9-hålsbanan | 9 hål | Par 31 | 1480 1380 | Skogsbana | Spelklar 1967 | Arkitekt: Nils Sköld/ Jan Sederholm |

### Åkersberga golfklubb
Åkersberga golfklubb bildades 1991.
| Åkersberga golfbana | 18 hål | Par 71 | 5648 4837 | Park- och skogsbana | Spelklar 1993 | Arkitekt: Bengt Lorichs |

### Österhaninge golfklubb
Österhaninge golfklubb bildades 1992  |.
| Husby golfbana | 18 hål | Par 70 | 5700 4680 | Parkbana | Spelklar 1993 | Arkitekt: Bengt Lorichs, Jeremy Turner |

### Österåkers golfklubb
Österåkers golfklubb i Åkersberga bildades 1988.
| Västerled | 18 hål | Par 72 | 6130 5840 5310 5010 | Hedbana | Spelklar 1990 | Arkitekt: Jan Sederholm, Sven Tumba |

Öster by Stenson 18 hål Par 72 
| Österled | 18 hål | Par 72 | 5780 5000 | Hedbana | Spelklar 1990 | Arkitekt: Jan Sederholm, Sven Tumba |